# Uvaria sambiranensis
Uvaria sambiranensis este o specie de plante angiosperme din genul Uvaria, familia Annonaceae, descrisă de Deroin și Laurent Gautier. Conform Catalogue of Life specia Uvaria sambiranensis nu are subspecii cunoscute.